# Thermische uitzetting

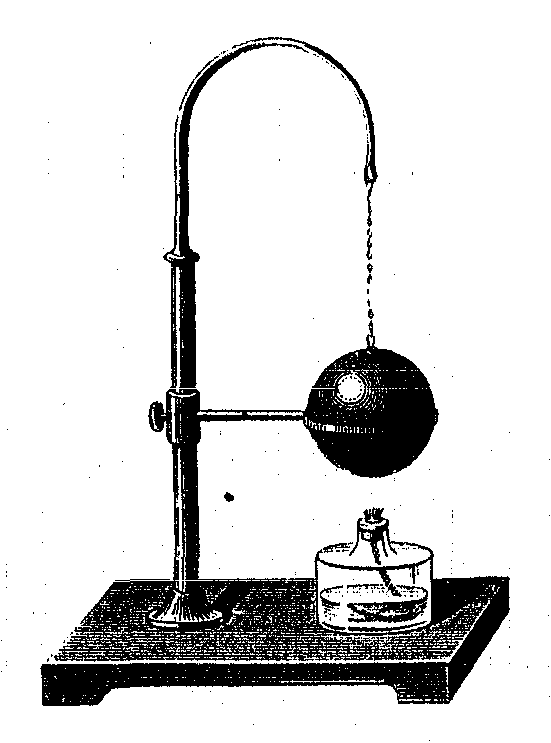
Bol en ring van 's Gravesande. Na verhitting is de bol zodanig uitgezet dat deze niet meer door de ring past en erop blijft liggen. Als de bol afkoelt, krimpt deze, en op een gegeven moment valt de bol door de ring.

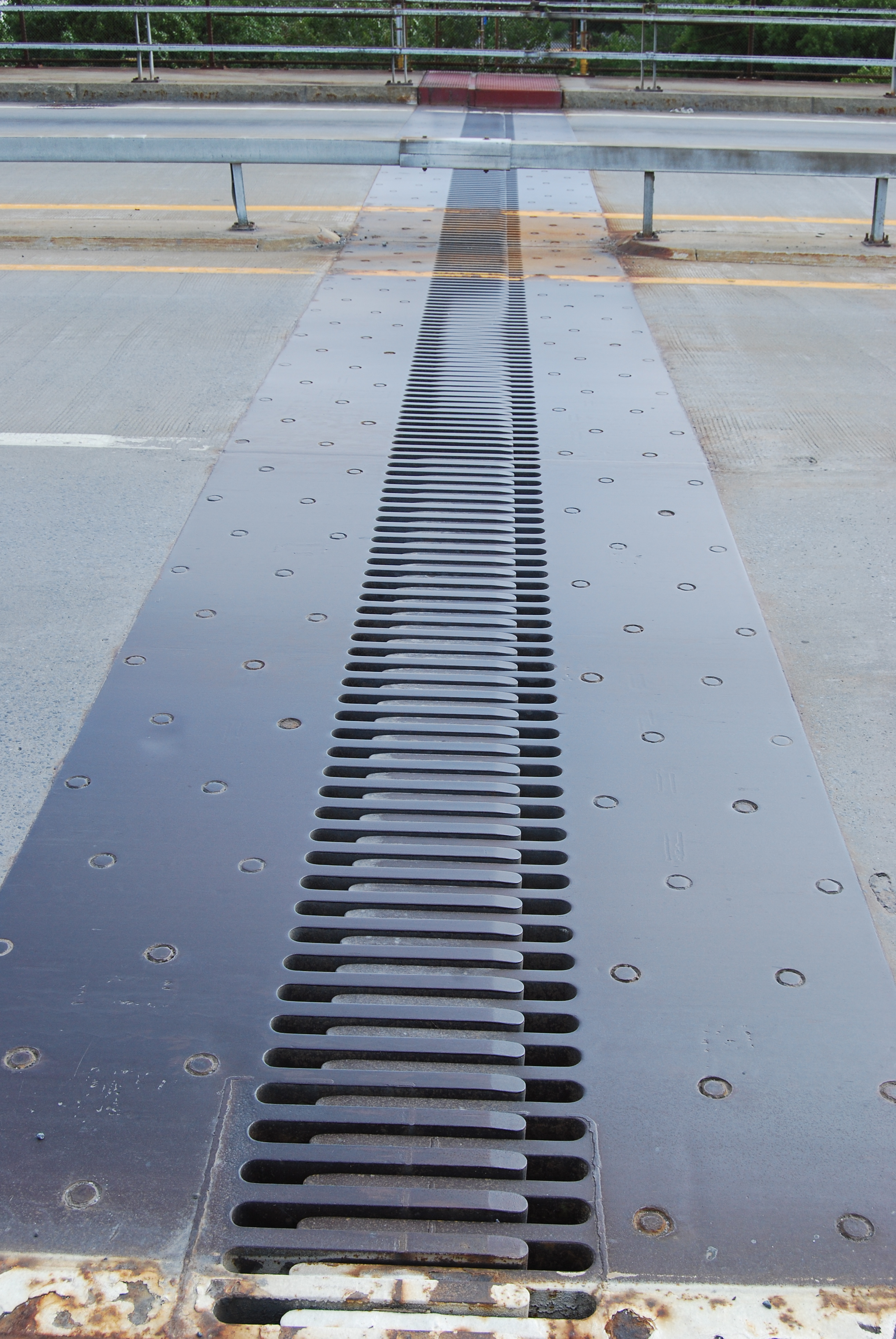
Uitzettingsvoeg in een brug

Thermische uitzetting of thermische expansie is het uitzetten (of anderszins van vorm veranderen) van materialen onder invloed van een stijging van de temperatuur. Hoe sterk een materiaal uitzet, hangt af van het materiaal, maar ook van de temperatuur en de omgevingsdruk. In gevallen waar de afmetingen van het materiaal afnemen bij toenemende temperatuur, spreekt men van thermische contractie. Bij uitzetting neemt de omvang van een voorwerp toe en de dichtheid neemt dus af (bij gelijkblijvende massa).
De uitzetting wordt vaak uitgedrukt als een relatieve toename van de lengte van een voorwerp of van het volume (afhankelijk van de toepassing). Men kan dan van die relatieve toename de afgeleide nemen naar de temperatuur, en dit levert dan een uitzettingscoëfficiënt op, die een maat is voor hoe sterk het materiaal uitzet.
De uitzetting van vaste stoffen is met het blote oog meestal niet waar te nemen. Zo is voor de Eiffeltoren, die ruim 300 meter hoog is, het totale hoogteverschil door uitzetten en krimpen 'slechts' zo'n 15 centimeter. Om de uitzetting van materialen aanschouwelijk te maken, is er de zogeheten bol en ring van 's Gravesande, uit de 18e eeuw. Bij dit experiment gebruikt men een metalen bol en een ring waar de bol bij kamertemperatuur precies doorheen past. Men verhit dan de bol, die daardoor zodanig uitzet dat deze niet meer door de ring past en erop blijft liggen. Als de bol afkoelt, krimpt deze, en op een gegeven moment valt de bol dan door de ring.
Bij grote kunstwerken zoals bruggen is een verandering van de lengte van de constructie doorgaans ongewenst. In die gevallen past men dilatatievoegen (uitzettingsvoegen) toe die de uitzetting kunnen opvangen. Dit is echter niet altijd mogelijk, en daarom moeten bijvoorbeeld ophaalbruggen in de zomer soms met water worden gekoeld om te voorkomen dat ze door de uitzetting van het brugdek niet meer open of dicht kunnen. Ook metalen spoorstaven zetten uit en wanneer de uitzetting te groot is, kan dit leiden tot spoorspattingen, waarbij de rails zijwaarts buigen om de toegenomen lengte te kunnen opvangen.
Invar is een metaallegering die specifiek wordt gebruikt omdat het (in een bepaald temperatuurbereik) praktisch niet uitzet of krimpt bij een verandering van de temperatuur. Het is echter te duur voor grootschalige toepassing in bouwkundige constructies.